# Déri Mária
Déri Mária névvariáns: H. Déri Mária (1913. április 16. – ?. n. a.) magyar színésznő.

## Munkássága
1936-ban kezdte pályáját. Hámori Aladár társulatával járta az országot a Kaposvár; Sopron; Székesfehérvár és a Cegléd, Szentes, Mohács színikerületben. 1948-tól Horváth Gyula vándortársulatához szerződött. Főleg operettek főszerepeit énekelte, de prózai színészként is sikeres volt.

## Fontosabb szerepei
- Kacsóh Pongrác: János vitéz... Iluska; Francia királylány
- Heltai Jenő: A néma levente... Zilia; Beatix
- Nóti Károly: Nyitott ablak... Erzsi
- Zerkovitz Béla: Csókos asszony... Kató
- Kodolányi János: Földindulás... Juli
- Bókay János: Barátnő... Barátnő; feleség
- Zilahy Lajos: Fatornyok... feleség
- Zilahy Lajos: Tűzmadár... Mariett
- Szirmai Albert – Bakonyi Károly – Gábor Andor: Mágnás Miska... Marcsa; Rolla
- Eugène Scribe: Egy pohár víz... Királynő
- Dékány András – Baróti Géza – Vaszy Viktor: Dankó Pista... Ilonka
- Harsányi Zsolt: A bolond Ásvayné... Ásvayné
- Jacobi Viktor: Sybill... Nagyhercegnő
- Ábrahám Pál: Bál a Savoyban... Madelaine
- Ábrahám Pál: Viktória... Viktória
- Kálmán Imre: Csárdáskirálynő... Szilvia
- Kálmán Imre: Marica grófnő... Marica
- Kálmán Imre: Cirkuszhercegnő... Fedora
- Kálmán Imre: Mária főhadnagy... Mária
- Lehár Ferenc: A mosoly országa... Liza
- Berté Henrik – Franz Schubert: Három a kislány... Médi
- Johann Strauss: A denevér... Adél; Rosalinda